# Agua Negra
Agua Negra est la capitale de la paroisse civile de Paraíso de San José de la municipalité de Jiménez de l'État de Lara au Venezuela. 